# CIA e guerra fredda culturale
Il confronto tra gli Stati Uniti e l'Unione Sovietica, durante la guerra fredda, oltre ad essere una battaglia politica ed economica, fu uno scontro di cultura. I leader del Partito comunista descrivevano gli Stati Uniti come un buco nero culturale e citavano la propria cultura più significativa come prova del fatto che erano gli eredi dell'illuminismo europeo (Wilford 100). Gli americani, d'altra parte, accusavano i sovietici di "ignorare il valore intrinseco della cultura" e di soggiogare l'arte alle politiche di controllo di un sistema politico totalitarista. Gli Stati Uniti si consideravano vincolati alla responsabilità di preservare e promuovere le migliori tradizioni culturali della civiltà occidentale, poiché molti artisti europei cercarono rifugio negli Stati Uniti prima, durante e dopo la prima guerra mondiale (Wilford 101).
L'Europa e le università europee trovarono ad essere l'epicentro della Guerra Fredda Culturale.

## Storia

### Ruolo della CIA e del CCF
Nel 1950 la CIA creò di nascosto il Congresso per la libertà culturale (CCF) per contrastare l'"offensiva della pace" del Cominform. Il Congresso al suo apice aveva “uffici in trentacinque paesi, impiegava dozzine di dipendenti, pubblicava oltre venti riviste di prestigio, teneva mostre d'arte, possedeva un servizio di notizie e servizi, organizzava conferenze internazionali di alto profilo e premiava musicisti e artisti con premi e spettacoli pubblici" (Saunders 2000). L'intento di questi sforzi era quello di "mostrare" l'alta cultura americana ed europea, includendo non solo opere musicali ma pittura, balletti e altri percorsi artistici, a beneficio degli intellettuali stranieri neutrali.

### Il CCF e il regno della musica
Molte organizzazioni governative statunitensi utilizzavano sinfonie classiche, musical di Broadway e spettacoli jazz (inclusi musicisti come Dizzy Gillespie) nel tentativo di convincere il pubblico di tutto il mondo che l'America era una culla per la crescita della musica (Wilford 108-109). La CIA e, a sua volta, la CCF, mostrarono riluttanza a patrocinare la musica d'avanguardia americana, sperimentale, compresi artisti come Milton Babbitt e John Cage. La CCF adottò un approccio più conservativo, come indicato dal suo Segretario Generale, Nicolas Nabokov, e concentrò i suoi sforzi sulla presentazione di opere europee più antiche che erano state bandite o condannate dal Partito Comunista.
Nel 1952 il CCF sponsorizzò il "Festival dei capolavori delle arti moderne del XX secolo" a Parigi. Nei successivi trenta giorni, il festival ospitò nove orchestre separate che eseguirono opere di oltre 70 compositori, molti dei quali erano stati liquidati dalla critica comunista come "degenerati" e "sterili"; in questo gruppo c'erano compositori come Dmitri Shostakovich e Claude Debussy (Wilford 109). Il festival si aprì con un'esecuzione de La sagra della primavera di Stravinsky, eseguita dalla Boston Symphony Orchestra (109).
Thomas Braden, membro anziano della CIA, dichiarò: "La Boston Symphony Orchestra ha ottenuto più consensi per gli Stati Uniti a Parigi di quanto John Foster Dulles o Dwight D. Eisenhower avrebbero potuto conseguire con un centinaio di discorsi".
La CIA in particolare utilizzava una vasta gamma di generi musicali, inclusi i musical di Broadway e persino il jazz di Dizzy Gillespie, per convincere gli appassionati di musica di tutto il mondo che gli Stati Uniti erano impegnati nelle arti musicali tanto quanto lo erano nel campo letterario e delle arti visive. Sotto la guida di Nabokov, il CCF organizzò eventi musicali ammirevoli di natura anticomunista, portando i migliori talenti musicali americani a Berlino, Parigi e Londra per fornire una serie costante di spettacoli e festival. Al fine di promuovere la cooperazione tra artisti e CCF e quindi ampliare i loro ideali e la CCF fornì aiuti finanziari agli artisti che necessitavano di assistenza monetaria.
Tuttavia, poiché il CCF non era riuscito a offrire molto supporto alla musica classica associata ad artisti del calibro di Bach, Mozart e Beethoven, fu considerato uno strumento "autoritario" del comunismo sovietico e del fascismo tedesco e italiano in tempo di guerra. Il CCF prese le distanze da artisti sperimentali di avanguardia musicale come Milton Babbitt e John Cage, preferendo concentrarsi su precedenti lavori europei che erano stati banditi o condannati come "formalisti" dalle autorità sovietiche.

### Nicolas Nabokov- Segretario generale del CCF
Nicolas Nabokov era un compositore e scrittore di origine russa che sviluppò il programma musicale del CCF come Segretario Generale. Prima di ottenere questa posizione aveva composto diverse opere musicali notevoli, la prima delle quali era il balletto-oratorio Ode, prodotto dal Ballet Russe de Monte Carlo di Sergej Djagilev nel 1928. Questa composizione fu a breve dalla Lyrical Symphony di Nabokov nel 1931. Nabokov si era trasferito negli Stati Uniti nel 1933 come docente di musica per la Barnes Foundation. Un anno dopo essersi trasferito negli Stati Uniti, Nabokov compose un altro balletto, intitolato Union Pacific. La carriera di Nabokov lo portò quindi a insegnare musica al Wells College di New York dal 1936 al 1941 e successivamente al St. John's College nel Maryland. Durante questo periodo Nabokov divenne ufficialmente cittadino degli Stati Uniti, nel 1939.
Nel 1945, Nabokov si trasferì in Germania per lavorare all'United States Strategic Bombing Survey (Sondaggio strategico sui bombardamenti statunitensi) come consulente culturale civile. Tornò negli Stati Uniti solo due anni dopo per insegnare al Conservatorio Peabody prima di diventare segretario generale del CCF appena creato nel 1951. Nabokov rimase in questa posizione per oltre quindici anni, dirigendo festival musicali e culturali popolari durante il suo mandato. Durante questo periodo scrisse anche musica per l'opera Rasputin's End nel 1958 e fu incaricato dal New York City Ballet di comporre musica per Don Quixote nel 1966. Quando il CCF si sciolse nel 1967, Nabokov tornò alla carriera di insegnante in diverse università in tutto il mondo negli Stati Uniti e compose la musica per l'opera Love's Labour's Lost (Pene d'amor perdute) nel 1973.

### Festival dei capolavori dell'arte moderna del XX secolo
Questo festival artistico di 30 giorni, tenutosi a Parigi, fu sponsorizzato dal CCF nel 1952 al fine di modificare l'immagine degli Stati Uniti che apparivano avere una scena culturale squallida e vuota. Il CCF sotto Nabokov credeva che la cultura modernista americana potesse servire da resistenza ideologica all'Unione Sovietica. Di conseguenza il CCF incaricò nove diverse orchestre di eseguire concerti, opere e balletti di oltre 70 compositori che erano stati etichettati dai commissari comunisti come "degenerati" e "sterili". Questo includeva composizioni di Benjamin Britten, Erik Satie, Arnold Schönberg, Alban Berg,
Pierre Boulez, Gustav Mahler, Paul Hindemith e Claude Debussy.
Il festival si aperì con un'esecuzione della Sagra della primavera di Igor Stravinsky, diretta da Stravinsky e Pierre Monteux, il direttore originale nel 1913, quando il balletto scatenò una rivolta da parte del pubblico parigino. L'intera Boston Symphony Orchestra fu portata a Parigi per eseguire l'ouverture per la somma di 160.000 dollari. Lo spettacolo fu così potente nell'unire il pubblico sotto una comune posizione antisovietica che il giornalista americano Tom Braden osservò che “la Boston Symphony Orchestra ha ottenuto più consensi per gli Stati Uniti a Parigi di quanto John Foster Dulles o Dwight D. Eisenhower avrebbero potuto conseguire con centinaia di discorsi”. Un'ulteriore esibizione rivoluzionaria al festival fu Four Saints di Virgil Thomson, un'opera interpretata da un cast tutto di colore. Questa performance era stata scelta per contrastare le critiche europee al trattamento degli afroamericani risiedenti negli Stati Uniti.

### Louis Armstrong e la Guerra Fredda Culturale
Durante la guerra fredda Louis Armstrong fu promosso in tutto il mondo come simbolo della cultura americana, del progresso razziale e della politica estera. Fu durante l'Era Jim Crow che Armstrong fu nominato Goodwill Jazz Ambassador, e il suo lavoro consisteva nel rappresentare l'impegno del governo americano nel promuovere le libertà degli afroamericani in patria, lavorando anche per sostenere la libertà sociale di coloro che erano all'estero.
La visita di Armstrong in Costa d'Oro in Africa ebbe un enorme successo ed attirò folle magnifiche e un'ampia copertura della stampa. L'esibizione della sua band ad Accra suscitò l'entusiasmo del pubblico per via di quello che fu considerato un "supporto obiettivo per il corso africano...".
Sebbene Armstrong stesse davvero sostenendo le strategie della politica estera degli Stati Uniti in Africa, non era pienamente d'accordo con alcune delle decisioni del governo americano nel sud. Durante la crisi della desegregazione scolastica del 1957 a Little Rock, nell'Arkansas, Armstrong criticò apertamente il presidente Eisenhower e il governatore dell'Arkansas Orval Faubus. Istigato dalla decisione di Faubus di usare la Guardia Nazionale per impedire agli studenti neri di integrarsi nella Little Rock High School, Armstrong abbandonò periodicamente il suo mandato di ambasciatore, mettendo a repentaglio il tentativo degli Stati Uniti di usare Armstrong per rappresentare la posizione razziale americana all'estero, in particolare nell'Unione Sovietica.
Fu solo quando Eisenhower inviò truppe federali a sostenere l'integrazione che Armstrong riconsiderò e tornò alla sua posizione con il Dipartimento di Stato. Sebbene avesse abbandonato il suo viaggio in Unione Sovietica, in seguito andò in tournée diverse volte per il governo degli Stati Uniti, incluso un tour africano di sei mesi nel 1960-1961. Fu durante questo periodo che Armstrong continuò a criticare il governo americano per averlo trascinato sulla questione dei diritti civili, mettendo in evidenza la natura contraddittoria della missione Goodwill Jazz Ambassadors. Armstrong e Dave e Iona Brubeck (altri ambasciatori dell'epoca) affermarono che sebbene rappresentassero il governo americano, non rappresentavano tutte le stesse politiche.
Alla fine, sebbene l'America avesse senza dubbio beneficiato delle tournée degli artisti neri (inclusi Duke Ellington e Dizzy Gillespie), questi ambasciatori non avevano sostenuto un'identità unitariamente americana. Incoraggiavano invece la solidarietà tra i popoli neri e contestavano costantemente quelle politiche che non erano pienamente solidali con gli obiettivi del Movimento per i diritti civili degli afroamericani.